# John Hicks (football américain)
Pour les articles homonymes, voir John Hicks (homonymie) et Hicks.
College Football Hall of Fame 2001
(en) Statistiques sur pro-football-reference
John Charles Hicks Jr. (né le 21 mars 1951 à Cleveland et mort le 30 octobre 2016) est un joueur américain de football américain.

## Carrière

### Université
En 1970, Hicks devient titulaire dans l'équipe des Buckeyes de l'université d'État de l'Ohio. Il rate la saison 1971 à cause d'une blessure à un genou. Il revient en 1972 et fait deux grandes saisons, Ohio State remporte le championnat de la conference Big 10 et joue à plusieurs reprises au Rose Bowl.
En 1972, Hicks est sélectionné dans l'équipe de la saison All-America et est un des meilleurs joueurs de la conference Big 10. En 1973, il remporte le Trophée Outland et le Trophée Lombardi. Il termine second des votes du Trophée Heisman en 1973, étant le dernier homme de ligne à apparaître dans ce classement.

### Professionnel
John Hicks est sélectionné au premier tour du draft de la NFL de 1974 par les Giants de New York au troisième choix. Hicks est titulaire au poste d'offensive guard dès son arrivée aux Giants, il garde cette place pendant trois saisons avant d'être relégué au poste de remplaçant en 1977, entrant au cours de dix match.
Après cette saison, Hicks est échangé par les Giants aux Steelers de Pittsburgh contre Jim Clack et Ernie Pough. Néanmoins, il n'apparaitra jamais dans l'effectif des Steelers.

## Palmarès
- Équipe de la saison All-Americanen 1972 et 1973
- Équipe de la saison pour la conference Big 10 en 1972 et 1973
- Second aux votes du Trophée Heisman 1973
- Vainqueur du Trophée Outland 1973
- Vainqueur du Trophée Lombardi 1973
- Intronisé au College Football Hall of Fame en 2001
- Intronisé au Rose Bowl Hall of Fame en 2009